# 松任谷由実のオールナイトニッポン
『松任谷由実のオールナイトニッポン』（まつとうやゆみのオールナイトニッポン）は、ニッポン放送の人気深夜放送オールナイトニッポンでシンガーソングライターの松任谷由実がパーソナリティを担当したラジオ番組である。1988年4月16日から1999年3月27日まで、毎週土曜25:00 - 27:00（日曜1:00 - 3:00）に放送された。その後、2016年4月22日から月1回で『松任谷由実のオールナイトニッポンGOLD』（まつとうやゆみのオールナイトニッポンゴールド）として、毎月第3金曜日もしくは毎月第4金曜日の22:00 - 24:00にレギュラー放送が復活した。

## 概要

### レギュラー放送前
- 1985年11月9日 - アルバム『DA・DI・DA』および写真集「モロッコの夢」発売のプロモーションを兼ねて初めて『松任谷由実のオールナイトニッポン』を担当。フジテレビ系『オールナイトフジ』の収録スタジオ内に特設ブースを設け、テレビの内容がそのままラジオで放送されたり、その逆になったり、双方向で楽しめる画期的な番組だった。

### レギュラー放送開始
1987年末頃にニッポン放送から、松任谷由実のもとへオールナイトニッポンの出演依頼があった。松任谷は最初あまり乗り気ではなかったらしいが、当時のマネージャーの勧めもあり、1988年4月16日から放送を開始した。同時期のもう1つのレギュラー番組『サウンドアドベンチャー』（TOKYO FM）とともに、松任谷の素顔が見える番組として広く人気を博した。松任谷は他の曜日パーソナリティと異なりディレクターの名をあげることはあまりなかったが、初代ディレクターは松島宏（元同局編成局制作部、同局組織体制に伴う、フジテレビ転籍（報道局報道記者）の後、同局子会社の番組制作会社であるミックスゾーンに出向）。

### 番組の終了
- 11年も続いた長寿番組だったが、1999年春、深夜番組ゾーン『LF+R』開始に伴うオールナイトニッポンの大規模な改編が行われることになり、同年3月27日の放送をもって終了となった。
- なお、当時のスポーツ新聞では「1999年10月からは新たなレギュラー番組を持つ予定」と報道されたが、実際には新たなレギュラー番組は開始されなかった。
- 11年に渡る放送は、オールナイトニッポン史上歴代5位（本番組終了当時は2位）の長寿番組であった。女性のパーソナリティとしては歴代1位である。

### 復活特番
- 1999年11月13日 - アルバム『Frozen Roses』発売のプロモーションを兼ねて『松任谷由実の@llnightnippon.com』として復活・放送された。なお「オールナイトニッポンDX」名義での放送は何度か行われている（ただし深夜放送ではない）。
- 2007年7月22日 - 『Golden Circleのオールナイトニッポン』と題して、寺岡呼人、松任谷由実、ゆずがスペシャルパーソナリティとして登場した。
- 2008年2月 - オールナイトニッポン40周年記念の一環として『松任谷由実のオールナイトニッポン』として特番として復活・放送された。
- 2011年4月5日 - アルバム『Road Show』発売のプロモーションを兼ねて『松任谷由実のオールナイトニッポンGOLD』として復活・放送された。
- 2015年11月13日 - ピースの又吉直樹をゲストに迎え、『松任谷由実のオールナイトニッポンGOLD』として復活・放送された。
- 2023年2月17日 - オールナイトニッポン55周年記念 オールナイトニッポン55時間スペシャルの一環として、黒柳徹子をゲストに迎え『松任谷由実のオールナイトニッポン』として復活・放送された。

### レギュラー放送復活
そして、2016年4月22日から『松任谷由実のオールナイトニッポンGOLD』として、レギュラー放送が復活。これは1967年に始まった『オールナイトニッポン』が2016年10月に放送開始して50年目に入るため、その節目に、松任谷がパーソナリティ依頼を受けた。この『松任谷由実のオールナイトニッポンGOLD』は「大人のリスナー」に向けて、トークや音楽を中心に放送し、毎回ゲストと松任谷とのトークを繰り広げるという、まさに「人にこだわる」ラジオ番組である。
2021年4月現在は、第3週目ないし第4週目で本番組が放送されており、2か月に1回実施されるスペシャルウィーク（聴取率調査週間）も本番組が対象になる場合がある。

## コーナー
- お色直しジャック
長寿コーナーの1つ。結婚式を控えたカップルに向け、披露宴で流すことを前提とした祝福メッセージを松任谷が贈る。
- ウィークエンド逆盗聴　（1988年頃）
- 信じられない博覧会（1988年頃）
- 看板書きますお客が全部消えぬまに（1988年頃）
タイトルは松任谷由実のアルバム「ダイアモンドダストが消えぬまに」をもじった。
- 遠い遠い演歌の世界（1988年頃）
- サイババァの教え
- 恋愛深爪リクエスト
- Mr.YUMING
- 平成2年のオタク（1990年）
- 世紀末子供ポンポコリン
- 帽子とメガネをとったチャゲ
- 人体は暗黒大陸
- スターの日常
- ハルマゲドンの危険な香り
- ユーミンちゃんの素直なスチューデント（1992年頃）
- 荒井テルの告白（1996年頃）
「最後の嘘」のサビとのおばあさんの名前（本人とは無関係）をかけた。
- 無礼者の時間
- 君島ってしまった私
- お国言葉歌合戦（1994年頃）
松任谷由実の歌をリスナーが生電話で方言で歌うもの。名古屋弁の「Destiny」・岡山弁の「リフレインが叫んでる」などが放送された。
- 誰にも言えない悪魔のさしこみ（1993年頃）
タイトルは当時発売された松任谷由実のシングル「真夏の夜の夢」が主題歌となっていたドラマ「誰にも言えない」から。
- 続・市原悦子
- 全国なんでもこいこい試食品
- ザ・ヘアー
集大成として西城秀樹を迎えて「ギャランドゥ大会」を開催（1995年頃）。
西城秀樹は初めてギャランドゥの別の意味を知ることとなり公認。ユーミンが言い始めたというようになった。
リスナーからの情報が先で命名したわけではないが、全国に広がることになった。
- 大ショック！私だけの共通語（1996年頃）
- こんな時こうCowgirl（1997年頃）
- 名曲復活！おぼろげリクエスト（1995年～1997年頃）
リスナーがおぼろげに覚えている曲（歌詞の一部しか知らない曲、レコード屋に行っても見つからない曲etc.）を探して紹介するコーナー。
- よくやったオレ（1997年頃）
- 星空リビング（1997年頃）
- 押しつけがましい不死鳥リクエスト（1998年1月～3月）
- 今夜もハイファッション（1998年頃）
松任谷由実の今日のファッションを紹介。なお、松任谷由実は放送開始から終了まで上下同じペアの格好でスタジオに来たことはなかったという。
- おばはんのスクーター（おばスク）（1998年4月頃）
- こちら港区G-SHOCKお台場販売事務局（1998年頃）
Baby-G・ユーミンモデル“HEART OF ZUVUYA”の発売（※松任谷由実のコンサート会場でのみ）を記念してのコーナー。
- 要さんを見た！（1998年1月～2月頃）
- スユアの雪（痛かったの部・愛の部・お笑いの部）（1998年2月）
- ジモティ味リンピック（1998年頃）
- 松任谷由実の食いしん坊バンザイ（1998年4月頃）
ジモティ味リンピックから派生。
- あれ！（1998年4月頃）
- 命名子ヤギ電話（1998年5月頃）
- HIDEKI SAIJOプロモーション計画（1998年5月頃）
- ユーミン谷の戦い（1998年5月頃）
自動販売機でジュースを買ったことがないという松任谷由実へリスナーが挑戦。
- あなたが作るもろばれクイズ（1998年6月頃）
- 聞かせて馬場ちゃん・マイ・ベスト・ユーミンをイントロで（1998年頃）
松任谷由実のベストアルバム「Neue Musik」の収録曲の選曲へ向けた「マイ・ベスト・ユーミン」キャンペーンとの連動企画。
- 街で見つけた有名人・That'sはやしば（1998年6月頃）
- 正隆さんにはなんの関係もありませんが（1999年頃）
正隆さんには～という出だしで、松任谷正隆には参考にならないネタを紹介。
- 涙のわけ
- 華盛開を探せ
テーマソング「愛はポケットの中に」
- 仮面のよろこび（2016年4月～）

ほか

## エンディングテーマ
- Island 『Stay with me』

1995年10月以降は各パーソナリティー共通のマンスリーテーマとなった。

## 備考
- 1989年1月7日は、同じ日の朝に昭和天皇が崩御したことに伴う報道特別番組（昭和史の天皇陛下（1989年1月7日21:40 - 1989年1月8日2:00））の放送のため、この番組を休止した[4]。
- 1996年7月には、松任谷由実が荒井由実名義でシングル「まちぶせ」を発売したことを記念して“荒井由実のオールナイトニッポン”が放送された。
- 1998年4月には、放送10周年を記念して第1回目以外の放送を全て録音しているリスナーからテープを借りて、過去の放送が数多くオンエアーされた。
- 葉書が採用されるともれなく「魔法の紙石鹸」がもらえた。なお、裏面が握手券になっている。
- 苗場のシーズンには、「弾かな語りライブ」と称し、武部聡志のピアノ演奏でミニライブを届けた。
- 受験のシーズンには、受験生企画が行われ、神社へ祈願に出かけた。
- リスナーからの葉書や電話で「オーラをください」と要望があれば、快く「オーラよっと！」とオーラを送った。
- フリートークにおける発言が、しばし毒舌とされていることがあるが、相当デフォルメされているので注意が必要である。[要出典]
- 「中島みゆきのオールナイトニッポン」、「ビートたけしのオールナイトニッポン」、「aikoの@llnightnippon.com」等、他のパーソナリティーの番組にゲスト出演することもある。
- 松任谷由実起用前の土曜日の「オールナイトニッポン」は平日と同じく複数社の協賛スポンサー[注 1]による提供だったが、起用後はクボタ、UCC、NTTといったメインスポンサーがついた。これ以降、土曜のオールナイトニッポンは平日とは違うスポンサーがつくこととなり、"○○presents"と冠スポンサーになっている。
- 2018年10月26日には、小林麻美と浅田美代子が数分間飛び入り出演した。

## ゲスト
- 相川七瀬
- 新垣仁絵
- アンジャッシュ
- 石井竜也
- IZAM
- 市原悦子
- 忌野清志郎（1992年10月25日）
- 大槻ケンヂ（1992年4月25日）
- 岡田浩暉
- 小沢健二
- 大沢樹生（1988年6月18日）
- 宜保愛子
- 木村佳乃
- KinKi Kids
- CURIO
- 京本政樹
- 草野マサムネ（1995年6月24日）
- 鴻上尚史（1990年6月23日）
- 後藤久美子
- 小室哲哉
- 西城秀樹（2回目：1998年5月23日）
- 西城秀樹（3回目：2008年2月23日）
- 桜井和寿
- 篠原ともえ
- 少年隊
- ショコラ
- 鈴木蘭々
- SMAP

- さかもと聖朋
- 底ぬけAIR-LINE
- 高木美保
- 高田純次
- DA PUMP
- ダンシング谷村
- 千秋
- つぶやきシロー
- ドロンズ
- 中村俊介
- 西川貴教
- ネプチューン
- ノンキーズ
- 浜田省吾(1990年6月16日)
- hyde
- X-GUN
- 尾藤桃子
- 平井堅
- 松村邦洋
- 美川憲一
- ミッツ・マングローブ（2013年2月23日）
- 宮本浩次
- ももいろクローバーZ（2013年2月23日）
- 森口博子
- 諸星和巳（1988年6月18日）
- U-turn
- ゆず

ほか

## ゲスト（ANN DX）
- アントニオ猪木
- 長嶋茂雄（2001年12月17日）
- 桃井かおり（2003年8月18日、私のHello, my friend）
- 竹内結子（2005年5月30日、永遠が見たい）

ほか

## ゲスト（ANN GOLD）
- 根岸英一（2011年4月5日）
- 又吉直樹（ピース・2015年11月20日）
- DAIGO（BREAKERZ・2016年4月22日）
- YOU（2016年5月20日）
- マツコ・デラックス（2016年6月17日）
- 沢村一樹（2016年7月29日）
- 坂上忍（2016年8月26日）
- JUJU（2016年9月23日）
- レスリー・キー（2016年11月2日）
- ミッツ・マングローブ（1回目：2016年11月2日）
- NOKKO（2016年11月25日）
- 平野ノラ（2016年12月23日）
- 山内恵介（2017年1月13日）
- 小池百合子（東京都知事・2017年2月24日）
- いとうあさこ（1回目：2017年3月24日）
- バカリズム（2017年4月28日）
- パックン（パックンマックン・2017年5月26日）
- 志村けん（2017年6月23日）
- IKKO（2017年7月28日）
- Char（2017年8月18日）
- ANZEN漫才（2017年9月15日）
- ハリソン・フォード（2017年10月27日）
- 村井邦彦（2017年10月27日）
- 木村多江（2017年11月24日）
- ビートたけし（2017年12月22日）
- 林真理子（2018年1月26日）
- マキタスポーツ（2018年2月23日）
- aiko（2018年3月30日）
- いとうあさこ（2回目：2018年4月13日）
- 假屋崎省吾（2018年5月25日）
- デヴィ・スカルノ（2018年6月22日）
- 梅沢富美男（2018年8月3日）
- 鏡リュウジ（2018年8月31日）
- 島田秀平（2018年8月31日）
- 宮川大輔（2018年9月28日）
- 池上彰（2018年10月26日）
- 美川憲一（2018年11月23日）
- 髙嶋政宏（2018年12月21日）
- 加山雄三（2019年1月25日）
- 内村光良（2019年2月22日）
- あいみょん（2019年3月22日）
- 椿鬼奴（2019年4月26日）
- 星屑スキャット（2019年5月24日）
- 髙橋海人、神宮寺勇太（King & Prince・2019年6月28日）
- 山口一郎（サカナクション・2019年7月26日）
- 清水ミチコ（2019年8月30日）
- デーブ・スペクター（2019年9月27日）
- 堀江翔太（2019年10月25日）
- りんごちゃん（2019年10月25日）
- 宇多丸（RHYMESTER・2019年11月22日）
- 太田光代（2019年12月27日）
- 山路徹（2020年1月24日）
- ミッツ・マングローブ（2回目：2020年2月28日）
- リリー・フランキー（2020年3月27日）
- aiko（リモート・2020年4月24日）
- YONCE（Suchmos・リモート・2020年4月24日）
- 山坂美穂（リモート・2020年4月24日）
- あいみょん（リモート・2020年5月22日）
- 一青窈（2020年6月19日）
- 岡村靖幸（2020年7月31日）
- 増田俊樹（2020年8月28日）
- 濱健人（2020年8月28日）
- でじたろう（2020年8月28日）

- 野田洋次郎（RADWIMPS・2020年9月25日）
- 角川春樹（2020年10月16日）
- 石坂浩二（2020年10月16日）
- 宮本浩次（エレファントカシマシ・2020年11月20日）
- 小林麻美（2020年12月18日）
- 吉井和哉（THE YELLOW MONKEY・2021年1月22日）
- せいや（霜降り明星・2021年2月19日）
- DJ KOO（TRF・リモート・2021年2月19日）
- 千秋（リモート・2021年2月19日）
- JUJU（リモート・2021年2月19日）
- 神田うの（リモート・2021年2月19日）
- 岩永徹也（2021年3月19日）
- 冨永愛（2021年4月16日）
- 川上洋平（［Alexandros］・2021年5月21日）
- 霜降り明星（2021年6月18日）
- YOASOBI（2021年7月16日）
- 武田美保（2021年8月20日）
- 小橋賢児（2021年9月17日）
- SKYE（2021年10月22日）
- 斎藤工（2021年11月29日）
- 佐々木詩織（2021年12月10日）
- スクールゾーン（2021年12月10日）
- くるり（2022年1月28日）
- JUJU（電話・2022年3月18日）
- 阿佐ヶ谷姉妹（2022年4月29日）
- 三宅裕司（コメント・2022年5月20日）
- 平野ノラ（コメント・2022年5月20日）
- 鈴木杏樹（コメント・2022年5月20日）
- 清水ミチコ（コメント・2022年5月20日）
- 百田夏菜子（コメント・2022年5月20日）
- 徳光和夫（コメント・2022年5月20日）
- 八木亜希子（コメント・2022年5月20日）
- 笑福亭鶴瓶（コメント・2022年5月20日）
- YUKI（2022年6月17日）
- ミッツ・マングローブ（3回目：2022年7月15日）
- 村岡啓介（電話・2022年9月16日）
- 上坂典子（電話・2022年9月16日）
- 南城大輔（電話・2022年9月16日）
- 沢田幸二（電話・2022年9月16日）
- 郷ひろみ（2022年10月21日）
- 羽生結弦（2022年12月23日）
- 黒柳徹子（2023年2月17日）
- ぱーてぃーちゃん（2023年3月17日）
- 奥田民生（2023年4月21日）
- やす子（2023年5月19日）
- 渋谷龍太（SUPER BEAVER・2023年6月23日）
- いきものがかり（2023年7月21日）
- 武部聡志（2023年8月11日）
- 石川佳織（ギネス・2023年9月15日）
- ゲッターズ飯田（2023年10月20日）
- 江﨑文武（WONK・2023年11月17日）
- 小室哲哉（2023年12月22日）
- 上坂典子（2024年1月12日）
- カンニング竹山（2024年2月16日）
- 高橋克実（2024年3月22日）
- 長嶋一茂（2024年4月19日）
- 秋山竜次（ロバート・2024年5月17日）
- 寺坂直毅（2024年6月21日）
- 伊藤潤二（2024年7月19日）
- 山口一郎（サカナクション・2024年9月20日）
- カネコアヤノ（2024年10月11日）
- 佐藤健寿（フォトグラファー・2024年11月15日）
- 松重豊（2024年12月20日）
- 小泉悠（東京大学先端科学技術研究センター准教授、軍事専門家・2025年1月17日）
- 槇原敬之（2025年3月14日）
- 野口健（2025年4月11日）
- ちゃんみな（2025年5月16日）
- MEGUMI（2025年6月13日）
- MISIA（2025年7月11日）
- 滝川クリステル（2025年8月15日）

ほか